# Congo River (navire)
La Congo River est une mégadrague à élinde trainante affrétée par le groupe Dredging, Environmental and Marine Engineering NV (DEME) spécialisé dans les travaux de dragage,  d’approfondissement, d’extension et d'entretien portuaire, ainsi que les services offshore. DEME exploite 90 autres dragues ainsi que quelque 200 autres navires auxiliaires. Cette mégadrague peut être sollicitée dans le monde entier, aussi bien pour des missions portuaires, côtières, sur les chenaux que dans le transport sur de longues distances.

## Histoire
La Congo River a été mise à l'eau le 11 janvier 2011 au chantier IHC Merwede à Kapelle a/d Ijssel aux Pays-Bas ; elle a été baptisée le 8 juillet 2011 dans l'avant-port de Zeebruges par la championne de tennis Justine Henin qui l'a parrainée.

## Caractéristiques

### Contenance
Avec sa capacité de 30 190 m3, son tonnage de 46 000 tonnes et ses 168 mètres de long elle est l'une des plus importantes dragues de la flotte de DEME.

### Propulsion
Deux tuyères lui permettent de se mouvoir avec une grande capacité manœuvrière grâce à une bonne étude du rapport longueur/largeur. La puissance de propulsion est de maximum 25 400 kW ce qui lui offre une vitesse de 16.6 nœuds. Lorsqu'elle est en cours de dragage la puissance des moteurs est réduite à 12 700 kW.

### Chargement
Elle est munie de 2 élindes qui lui permettent de draguer à des profondeurs de plus de 100 mètres. Chacune a un diamètre de 1,3 mètre ; elles sont reliées à une pompe d'une puissance de 3 800 kW.

### Déchargement
Ce navire peut se décharger à l'aide de ses portes situées au fond de la trémie, ce qui permet de larguer la cargaison sous le navire. Elle est aussi équipée d'un jet puissant appelé Rainbow situé à la proue du navire permettant ainsi d’expulser la cargaison à terre, comme lors de la conception de Palm Island. Un système permettant de conduire la cargaison à terre peut être connecté à la proue du navire pour le décharger en périphérie,. 